# Дурмінське сільське поселення
Дурмі́нське сільське поселення (рос. Дурминское сельское поселение) — сільське поселення у складі району імені Лазо Хабаровського краю Росії.
Адміністративний центр та єдиний населений пункт — селище Дурмін.

## Населення
Населення сільського поселення становить 734 особи (2019; 847 у 2010, 976 у 2002).